# Josef Leiter
Josef Leiter (* 2. März 1830 in Wien; † 21. März 1892) war ein Wiener Fabrikant chirurgischer Instrumente und Apparate. Er erfreute sich „infolge seiner zahllosen Erfindungen auf dem Gebiete wissenschaftlicher Mechanik eines Weltrufes“.

## Leben
Der zweitälteste von vier Söhnen eines armen Militärschuhmachermeisters besuchte nur die ersten drei Klassen der Grundschule und machte dann eine vierjährige Lehre zum chirurgischen Instrumentenmacher. Seine Wanderschaft führte ihn über Süddeutschland nach Belgien, England und Frankreich, wo er besonders in Paris wertvolle Erfahrungen bei den weltbekannten Fabrikanten Georges-Guillaume-Amatus Lüer und Joseph-Frédéric-Benoît Charrière fand. Sein großes Interesse galt der Elektrizität und dem Bau von Batterien, die er später in zahlreiche seiner Modelle einbaute. 
Zurück in Wien arbeitet er in verschiedenen Betrieben und führt seine elektrischen Versuche fort. 1855 mietete er gegenüber der Poliklinik, in der Mariannengasse 11, eine kleine Werkstatt und gründet mit zwei Gehilfen seine eigene Firma. Theodor Billroth zählte ebenso wie der amerikanische Urologe Henry Jacob Bigelow zu seinen guten Kunden, und sein Betrieb wuchs zu einem international anerkannten Unternehmen. 1866 ließ er seine Fabrik bauen. 
1879 sollte ihm ein für die Entwicklung der Endoskopie wichtiger Schritt gelingen. Der Arzt Maximilian Nitze hatte in Dresden ein Zystoskop mit einem Platinglühdraht am distalen Ende entwickelt, das jedoch technisch noch nicht ausgereift war. Dank Leiters entscheidenden Konstruktionsverbesserungen kam es in Wien zu einer Weltpremiere: Das Zystoskop mit Beleuchtung durch Platinglühdraht wurde im November 1879 in der Gesellschaft der Ärzte erfolgreich am lebenden Patienten demonstriert. Sieben Jahre später stellte er in Wien das erste Glühlampenzystoskop mit einem Mignonlämpchen vor.